# Pintura do Japão

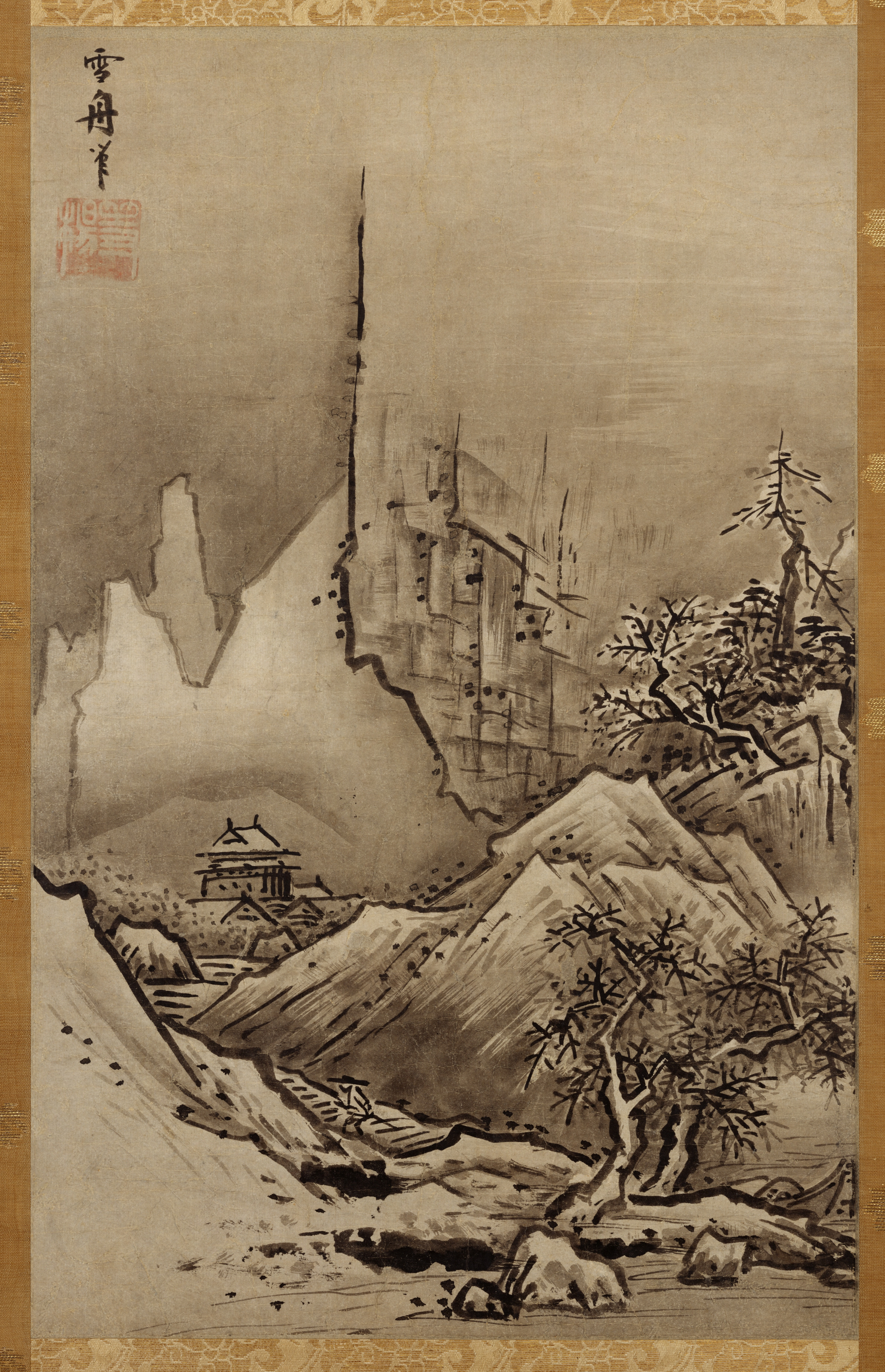
"Paisagem" por Sesshū Tōyō.

A pintura japonesa (絵画, [Kaiga, também gadô 画道] Erro: {{japonês}}: texto da transliteração contém caractere não latino (pos 20) (ajuda)) é uma das mais antigas e refinadas artes visuais do Japão e compreende uma ampla variedade de estilos e géneros. Tal como ocorre com a história das artes japonesas, em geral, a longa história da pintura japonesa exibe a síntese e emulação entre a nativa estética japonesa e a aplicação de ideias importadas, principalmente da pintura chinesa, que foi especialmente influente em várias áreas; a influência ocidental só é sentida em finais do século XIX, difundindo juntamente com desenvolvimento a arte japonesa no Ocidente.
Os temas de interesse, onde a influência chinesa se torna proeminente, incluem a pintura religiosa budista, pintura sumi-ê de paisagens em pintura tradicional de literatos chineses, e a pintura de plantas e animais, principalmente pássaros e flores. Porém, as tradições tipicamente japonesas foram desenvolvidas em todas estas áreas. O tema amplamente considerado como o mais característico da pintura japonesa - mais tarde com técnicas de impressão - é a representação de cenas do quotidiano e narrativas, muitas vezes representadas com inúmeras personagens e complexos detalhes. Este estilo teve início no período medieval sob influência chinesa, onde as primeiras manifestações são atualmente indistinguíveis, com excepção dos termos generalizados. Contudo, desde da época em que as primeiras obras foram realizadas e sobreviveram até ao nossos dias, foi desenvolvida uma cultura especificamente japonesa que prevaleceu até à modernidade.
A lista oficial dos tesouros nacionais do Japão (pintura) incluí 158 obras ou conjuntos de obras que remontam do século VIII até ao século XIX (das quais fazem parte uma série de pinturas chinesas outrora perdidas no Japão) que representam os vértices da pintura japonesa ou casos raros de obras remanescentes de períodos anteriores.

## Cronologia

### Antigo Japão e período Asuka (até 710)
A pintura no Japão teve início possivelmente durante o período pré-histórico japonês. Alguns desenhos geométricos e figuras simples compunham a cerâmica neolítica do período Jōmon e nos sinos de bronze denominados dōtaku que correspondem ao período Yayoi (300 AEC — 300 EC). Pinturas murais com desenhos geométricos e figurativos foram descobertos nos túmulos pertencentes ao período Kofun (300 EC — 700 EC).
Com a influência da cultura chinesa no Japão durante o período Asuka, especialmente a introdução do sistema de escrita kanji, o sistema de administração governamental, e o budismo, muitas das obras de arte eram importadas para o Japão da China e Coreia, motivando a produção de cópias locais em muito similares ao estilo pictórico do Leste da Ásia.

### Período Nara (710—794)
Com a difusão do budismo no Japão durante os séculos VI e VII, floresceu a pintura com motivos religiosos que ornamentavam os múltiplos templos construídos pelas classes dominantes. No entanto, o período Nara caracteriza-se mais pela arte da escultura, tendo a pintura recebido menor destaque.
As pinturas mais antigas remanescentes deste período incluem os frescos nas paredes interiores do Kon-Do (金堂), do templo Horyu-ji em Ikaruga (Nara). Estas pinturas murais ilustram episódios da vida de Buda, dos bodhisattva e outras divindades menores. O estilo é uma reminiscência da pintura chinesa da dinastia Sui correspondente ao período dos Dezasseis Reinos. No entanto, em meados do período Nara, as pinturas do estilo da dinastia Tang tornaram-se bastante populares. Desta fazem parte murais da tumba de Takamatsuzuka, que datam por volta de 700 AEC., nos quais estão representados cortesãos com togas e símbolos da astrologia chinesa como o dragão (Seiryu), a cobra ou tartaruga (Genbu), o tigre (Byakko) e a Fénix vermelha (Suzaco). Este estilo desenvolvido no género Kara-e, permaneceu em ascensão até inícios do período Heian.
A maioria das pinturas do período Nara são de natureza religiosa, e foram executadas em grande parte por artistas anónimos. Uma extensa colecção de arte do período Nara está preservada na casa do tesouro Shōsō-in, antiga propriedade pertencente ao templo budista Todai-ji, actualmente administrado pela Agência da Casa Imperial.

### Periodos Heian e Kamakura
Com o desenvolvimento das seitas budistas esotéricas de Shingon e Tendaishū no Japão, nos séculos VIII e IX, temáticas religiosas, sobretudo pinturas ou representações de Mandala, tornaram predominantes. Inúmeras versões de Mandala, particularmente sobre o Mundo de Diamantes e Mandala do Útero foram criados em pergaminhos de parede e murais que cobriam as paredes dos templos. Um exemplo é Mandala dos Dois Mundos que se encontra no antigo pagode Daigo-ji, um edifício religioso de cinco andares, localizado a sul de Kyoto. Mandala dos dois Mundos é composto por dois pergaminhos ornamentados com pinturas do período Heian. Alguns dos detalhes pictóricos estão parcialmente danificados, uma vez que se foram desgastando por abrasão ao longo do tempo.